# ستيف كيمب (نقابي)
ستيف كيمب (بالإنجليزية: Steve Kemp)‏ هو نقابي بريطاني، ولد في 1961.